# Pulau Matak
Pulau Matak är en ö i Indonesien.   Den ligger i provinsen Kepulauan Riau, i den nordvästra delen av landet, 1 100 km norr om huvudstaden Jakarta. Arean är 84 kvadratkilometer.
Terrängen på Pulau Matak är lite kuperad. Öns högsta punkt är 404 meter över havet. Den sträcker sig 17,8 kilometer i nord-sydlig riktning, och 9,0 kilometer i öst-västlig riktning.